# 7 Armia Zmechanizowana
7 Armia Zmechanizowana, ros.: 7-я механизированная армия – związek operacyjny Armii Czerwonej.

## Historia
Została sformowana w 1945 w Polsce na bazie dowództwa 65 Armii. W 1946 została przedyslokowana na terytorium Białorusi ze sztabem w Borysowie. W 1957 przemianowana na 7 Armię Pancerną.

### Skład
- 3 Gwardyjska Dywizja Pancerna;
- 10 Dywizja Pancerna;
- 15 Gwardyjska Dywizja Zmotoryzowana;
- 27 Gwardyjska Dywizja Zmechanizowana.